# 고우림
고우림(2007년 9월 15일 ~ )은 대한민국의 배우이다.

## 연기 활동
《트라이앵글》에 이어 《스파이》에서도 김재중의 아역으로 등장해 '리틀 재중'이라는 별명을 얻었다.

### 드라마
- 2014년 MBC 월화 특별기획 《트라이앵글》 ... 어린 장동철 역 (김재중 아역)
- 2014년 tvN 월화드라마 《고교처세왕》 ... 어린 유진우 역 (이수혁 아역)
- 2014년 MBC 드라마 페스티벌 《하우스, 메이트》 ... 어린 상우 역 (윤현민 아역)
- 2014년 MBC 주말 특별기획 《전설의 마녀》 ... 어린 남우석 역 (하석진 아역)
- 2014년 KBS2 월화드라마 《힐러》 ... 어린 서정후 역 (지창욱 아역)
- 2015년 KBS2 금요드라마 《스파이》 ... 어린 김선우 역 (김재중 아역)
- 2015년 KBS2 월화드라마 《후아유 - 학교 2015》 ... 어린 한이안 역 (남주혁 아역)
- 2015년 KBS2 드라마 스페셜 《붉은 달》 ... 이산 역
- 2015년 MBC 주말 특별기획 《내 딸, 금사월》 ... 7세 주세훈 역 (도상우 아역)
- 2015년 SBS 월화드라마 육룡이나르샤 어린 정도전 역 (김명민 아역)
- 2016년 KBS2 수목드라마 《마스터 - 국수의 신》 ... 어린 무명이(최순석) 역 (천정명 아역)
- 2016년 SBS 월화드라마 《닥터스》 ... 남해 역
- 2016년 KBS2 월화드라마 《우리집에 사는 남자》 ... 어린 고난길 역 (김영광 아역)
- 2017년 MBC 월화드라마 《파수꾼》 ... 어린 장도한 역 (김영광 아역)
- 2017년 SBS 드라마 스페셜 《당신이 잠든 사이에》 ... 어린 정승원 (신재하 아역) / 찬호 역
- 2017년 tvN 월화드라마 《이번 생은 처음이라》
- 2017년 MBC 수목 미니시리즈 《로봇이 아니야》 ... 어린 황유철 역 (강기영 아역)
- 2018년 tvN 토일드라마 《미스터 션샤인》 ... 어린 도미 역 (김민재 아역)
- 2019년 KBS2 수목드라마 《단, 하나의 사랑》 ... 어린 김단 역 (엘 아역)
- 2020년 tvN 토일드라마 《화양연화》 ... 이영민 역
- 2021년 KBS2 월화드라마 《연모》 ... 어린 정지운 역 (로운 아역)

### 영화
- 2013년 《친구 2》 ... 어린 최성훈 역 (김우빈 아역)
- 2013년 《플랜맨》 ... 강연 아이 역
- 2014년 《우는 남자》 ... 어린 진곤 역 (장동건 아역)
- 2016년 《대배우》 ... 장원석 역
- 2016년 《탐정 홍길동: 사라진 마을》 ... 어린 홍길동 역 (이제훈 아역)
- 2017년 《시간위의 집》 ... 지원 역
- 2017년 《석조저택 살인사건》 ... 서커스단 소년 역

### 연극
- 2023년 《사랑의 몽타주》
- 2024년 《변신》 ... 경수 (1부)/학부모1 역

### 뮤지컬
- 2024년 《코러스라인》 ... 폴(Paul) 역

### 광고
- KT기업
- 교보생명 브로슈어
- 뚜레쥬르
- 아카데미과학
- 사조산업 사조참치

## 수상 및 후보
| 연도 | 시상식       | 부문              | 작품               | 결과 |
| ---- | ------------ | ----------------- | ------------------ | ---- |
| 2016 | KBS 연기대상 | 남자 청소년연기상 | 마스터 - 국수의 신 | 후보 |
| 2019 | KBS 연기대상 | 남자 청소년연기상 | 단, 하나의 사랑    | 후보 |
| 2021 | KBS 연기대상 | 남자 청소년연기상 | 연모               | 후보 |